# 青海柳
青海柳（学名：Salix qinghaiensis）是杨柳科柳属的植物，是中国的特有植物。分布在中国大陆的甘肃、青海等地，生长于海拔2,500米至3,100米的地区，多生于河边，目前尚未由人工引种栽培。

## 异名
- Salix qinghaiensis Y. L. Chou var. microphylla Y. L. Chou